# 11101 Českáfilharmonie
11101 Českáfilharmonie è un asteroide della fascia principale. Scoperto nel 1995, presenta un'orbita caratterizzata da un semiasse maggiore pari a 2,6222819 UA e da un'eccentricità di 0,0920237, inclinata di 13,51222° rispetto all'eclittica.
È intitolato all'Orchestra Filarmonica Ceca (in ceco Česká filharmonie).